# Rimas humanas y divinas del licenciado Tomé de Burguillos
Las Rimas humanas y divinas del licenciado Tomé de Burguillos es un poemario de Lope de Vega publicado en 1634. El uso de la palabra rimas en el título es una herencia petrarquista y hace referencia a una variedad de metros y estilos que, sin embargo, responden a una unidad estructural; por lo que respecta al nombre de Tomé de Burguillos, se trata de un heterónimo de Lope que esta presenta como autor de las rimas, de las que él sólo sería el compilador.
Se trata de 179 poemas (la gran mayoría, sonetos, y entre los que se encuentra el poema narrativo La Gatomaquia) que Lope reunió en su época de vejez (conocida literariamente como ciclo de senectute). En esta última etapa, el poeta repasa su vida, marcada por un amor tardío (Marta de Nevares), por problemas económicos, por la negación de los laureles de poeta culto y por dramas personales (muerte de su hijo Lope y fuga con un galán de su hija adolescente Antonia Clara), que le sumen en la tristeza. 
De acuerdo con el título, y según el contenido, las Rimas se estructuran en dos partes: por un lado, las rimas humanas (poemas de tema profano entre los que se incluyen, además de unos pocos más, 161 sonetos y La Gatomaquia), y, por otro, las rimas divinas (once poemas de tema religioso).
En primera instancia, el tono general del poemario es burlesco, con una intención general lúdica, de entretenimiento. Subyace a esto un interés concreto por parodiar o ironizar determinados temas, especialmente las exageraciones y estereotipos frecuentados por dos estilos literarios: el petrarquismo y el gongorismo. En uno y otro caso, el objetivo de Lope es reivindicar un estilo sencillo y natural, con calidad de culto, del que Garcilaso de la Vega sería el mejor ejemplo.